# Lukovica község
Lukovica község (szlovén nyelven Občina Lukovica) Szlovénia 212 alapfokú közigazgatási egységének, azaz községének egyike a Közép-Szlovénia statisztikai régióban. Adminisztratív központja Lukovica pri Domžalah település. A község a történelmi Felső-Krajna régió része. A községet 1994-ben alapították.

## A községhez tartozó települések
A községhez Lukovica pri Domžalah székhelyen kívül a következő települések tartoznak:
- Blagovica
- Brdo pri Lukovici
- Brezovica pri Zlatem Polju
- Bršlenovica
- Čeplje
- Češnjice
- Dupeljne
- Gabrje pod Špilkom
- Golčaj
- Gorenje
- Gradišče pri Lukovici
- Hribi
- Imovica
- Javorje pri Blagovici
- Jelša
- Kompolje
- Koreno
- Korpe
- Krajno Brdo
- Krašnja
- Lipa
- Log
- Mala Lašna
- Mali Jelnik
- Obrše
- Podgora pri Zlatem Polju
- Podmilj
- Podsmrečje
- Poljane nad Blagovico
- Preserje pri Lukovici
- Preserje pri Zlatem Polju
- Prevalje
- Prevoje
- Prevoje pri Šentvidu
- Prilesje
- Prvine
- Rafolče
- Selce
- Šentožbolt
- Šentvid pri Lukovici
- Spodnje Koseze
- Spodnje Loke
- Spodnje Prapreče
- Spodnji Petelinjek
- Straža
- Suša
- Trnjava
- Trnovče
- Trojane
- Učak
- V Zideh
- Veliki Jelnik
- Videm pri Lukovici
- Vošce
- Vranke
- Vrba
- Vrh nad Krašnjo
- Vrhovlje
- Zavrh pri Trojanah
- Zgornje Loke
- Zgornje Prapreče
- Zgornji Petelinjek
- Žirovše
- Zlatenek
- Zlato Polje

## Népesség
| Lakosok száma | 5294 | 5414 | 5454 | 5522 | 5574 | 5702 | 5765 | 5777 | 5882 | 5907 |
|               | 2008 | 2009 | 2011 | 2012 | 2013 | 2015 | 2016 | 2017 | 2019 | 2020 |